# Ключ 99
| 甘                     | 甘          | 甘          |
| ---------------------- | ----------- | ----------- |
| 98                     | 99          | 100         |
| Піньінь:               | gān         | gān         |
| Чжуїнь:                | ㄍㄢ        | ㄍㄢ        |
| Вейд-Джайлз:           | kan1        | kan1        |
| Ютпхін:                | gam1        | gam1        |
| Он:                    | カン kan    | カン kan    |
| Кун:                   | あまい amai | あまい amai |
| Кандзі:                | 甘 amai     | 甘 amai     |
| Хун:                   | 달 dal      | 달 dal      |
| Им:                    | 감 gam      | 감 gam      |
| Індекс у Вікісловнику: | 甘          | 甘          |

Ключ 99 — ієрогліфічний ключ, що означає солодкий і є одним із 23 (загалом існує 214) ключів Кансі, що складаються з п'яти рисок.
У Словнику Кансі 22 символи із 40 030 використовують цей ключ.

## Символи, що використовують ключ 99

Як писати ієрогліф.

| без додаткових | 甘    |
| 3 додаткові    | 甙    |
| 4 додаткові    | 甚    |
| 6 додаткових   | 甛 甜 |
| 8 додаткових   | 甝 甞 |